# Mathilde Beeg
Mathilde Beeg (* 19. November 1826 auf Schloss Unteraufseß in Aufseß; † 1. Januar 1905 in Schöneberg bei Berlin; gebürtig Mathilde von Aufseß) war eine deutsche Schriftstellerin.

## Leben
Beeg wurde als Tochter des Historikers Hans von und zu Aufseß, dem Gründer des Germanischen Nationalmuseums, und dessen Ehefrau Charlotte von Seckendorff-Aberdar geboren. Von 1850 an war sie mit dem Technologen Johannes Beeg verheiratet. Ihr Sohn Hermann Beeg wurde im Ersten Weltkrieg General.
Im Jahr 1874 initiierte sie in Nürnberg die Gründung der ersten Frauenarbeitsschule in Bayern, in der jungen Mädchen eine weiterführende Bildung ermöglicht werden sollte. 